# لين أندرسون
لين أندرسون (بالإنجليزية: Lynn Anderson)‏ (مواليد 26 سبتمبر 1947 في غراند فوركس - 30 يوليو 2015 في ناشفيل)، مغنية أمريكية بدأت مسيرتها الفنية عام 1966.
عُرفت الفنانة من خلال تأديتها لموسيقى الكانتري الأمريكية كما زادت شهرتها بعد حصولها على جائزة غرامي أورادس عن أفضل أداء نسوي لأغنية «أي نيفر بروميسد يو» في العام 1971.

## وصلات خارجية
- الموقع الإلكتروني